# Oscar Lindbom
Erik Oscar Lindbom, född 15 mars 1883 i Stockholm, död där 8 mars 1954, var en svensk läkare och patolog.
Oscar Lindbom var son till bokhållaren Carl Oskar Henrik August Lindbom. Han avlade mogenhetsexamen vid Norra Latinläroverket 1901 och blev därefter student vid Uppsala universitet. Lindbom avlade en mediko-filosofisk examen 1902 och blev 1905 medicine kandidat vid Karolinska institutet 1905. Han valde under senare delen av sin utbildning att arbeta inom den patologiska anatomin och var 1906-1907 extraordinarie och 1907-1908 ordinarie amanuens vid Karolinska institutets patologiska institution. 1910 blev Lindbom medicine licentiat och arbetade 1910-1911 som amanuens vid Söderby tuberkulossjukhus. 1911-1914 var han amanuens och underläkare vid medicinska avdelningen på Sabbatsbergs sjukhus och under 1914 1:e amanuens vid Serafimerlasarettets medicinska klinik. Lindbom var tillförordnad överläkare och direktör vid Provisoriska sjukhuset vid Åsögatan 1914-1916, var från 1915 praktiserande läkare och var 1916-1917 tillförordnad distriktsläkare i Klara distrikt. Han var 1917-1953 personalläkare vid Enskilda banken, 1918-1949 överläkare vid Lifförsäkrings AB Nordstjernan, överläkare vid Allmänna försörjningsinrättningens sjukhus 1918-1949. Lindbom blev 1919 medicine doktor vid Karolinska institutet och var 1919-1948 docent i medicin där. 1924-1934 var han biträdande lärare i medicin och ledare för de propedeutiska kurserna vid S:t Eriks sjukhus. Därtill var han ledamot av medicinalstyrelsens vetenskapliga råd 1928-1937, ledamot av överstyrelsen för Oscar II:s jubileumsfond 1931-1953, överläkare vid Skandia 1932-1949 och ordförande i rättspsykiatriska nämnden 1947-1953. Lindbom erhöll 1944 professors namn, heder och värdighet.